# Калдерина (Виченца)
Калдерина је насеље у Италији у округу Виченца, региону Венето.
Према процени из 2011. у насељу је живело 117 становника. Насеље се налази на надморској висини од 39 м.